# Бабаскін Захарій Терентійович
Бабаскін Захарій Терентійович — радянський військовик-артилерист, на початку німецько-радянської війни командир 235-го артполку 75-ї стрілецької дивізії, пізніше на посаді командувача артилерії 17-го гвардійського корпусу. Генерал-майор артилерії. Очолював військову кафедру Львівського політехнічного інституту упродовж 1957—1960 рр.